# Honorina Popovici

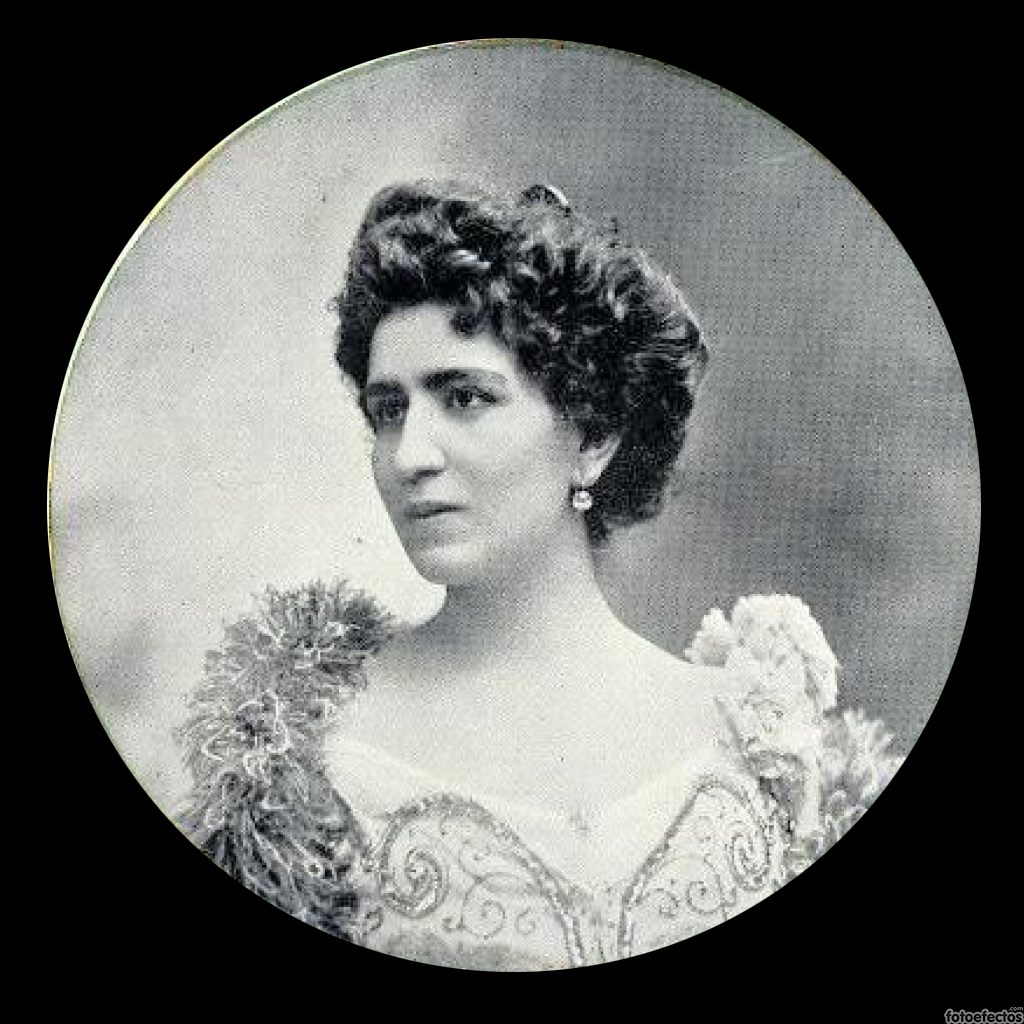
Honorina Popovici

Honorina Popovici, eigentlich Onoria Popovich (Geburts- und Sterbedaten unbekannt) war eine vermutlich rumänische Opernsängerin der Stimmlage Sopran, deren Karriere nach Italien und Spanien führte.

## Leben und Werk
Die Sängerin absolvierte ihre Gesangsausbildung in Italien. Sie wurde von einer Reihe renommierter Opernhäuser eingeladen. 1901 sang sie am Teatro Liceu von Barcelona die Titelpartie in Verdis Aida und 1902 an der Mailänder Scala die Eglantine in Webers Euryanthe. Es folgten 1903 das Teatro La Fenice in Venedig und 1904 das Teatro Abbas von Alexandria in Ägypten, wo sie erneut die äthiopische Prinzessin Aida verkörperte. 1905 übernahm sie die Stephana in der veristischen Oper Siberia, die am Teatro dell'Accademia von Conegliano und am Teatro Regio von Parma gegeben wurde. 1906 gastierte sie als Aida im französischen Marseille, 1907 als Amelia im Teatro de São Carlos von Lissabon.
Mehr ist vorerst nicht bekannt über die Sängerin.

## Rollen (Auswahl)
| Giordano: - Stephana in Siberia Mascagni: - Maria in Guglielmo Ratcliff |  | Verdi: - Amelia im Maskenball - Titelpartie in Aida Weber: - Eglantine in Euryanthe |

## Tondokumente
- Donizetti: Poliuto –  „Al suon del'arpe“ mit Antonio Paoli, 54407 13255b Gramophone, Milano 1909-05-15
- Verdi: Ernani –  „Tu se' Ernani“ mit Giuseppe Maggi und Giovanni Davi, 54443 13229b Gramophone, Milano 1909-05-11
- Verdi: Ernani –  „O sommo Carlo“ mit Giovanni Davi und Francesco Federici, 054287 1851c Gramophone, Milano 1909-05-14